# Michael Jesslin
Michael Jesslin (* 1597 in Heilbronn; † 13. April 1677 ebenda) war von 1648 bis 1677 Bürgermeister der Freien Reichsstadt Heilbronn.

## Leben
Jesslin gehörte ab 1632 als Mitglied dem politisch bedeutungslosen Großen Rat der Reichsstadt Heilbronn an. 1635 wurde er in den mächtigen kleinen Patrizierrat aufgenommen, war ab 1643 Steuerherr und von 1648 bis zu seinem Tod Bürgermeister. Seine über 40-jährige Zeit als Mitglied eines der Heilbronner Räte fiel in eine für die Stadt schwierige Zeit. Im Dreißigjährigen Krieg wurde Heilbronn zeitweilig von Franzosen und Schweden besetzt und zum Bollwerk ausgebaut.
Jesslin war Inhaber der „Rosenapotheke“ und des Brunnens in der Rosengasse und heiratete Margarete Sigelin, mit der er eine Tochter Anna Maria hatte. Anna Maria Jesslin heiratete in erster Ehe J. G. Becht, einen Enkelsohn des ehemaligen Bürgermeisters Georg Becht, und in zweiter Ehe den Bürgermeister August Friedrich Mockel. Diese Hochzeiten waren politisch bedeutsam, konnten doch auch geschwägerte Personen Aufnahme in den Patrizierrat finden.